# فرانسیسکو اوروس
فرانسیسکو اوروس (اسپانیایی: Francisco Urroz‎; ۱۴ دسامبر ۱۹۲۰ – ۲۲ ژانویهٔ ۱۹۹۲) بازیکن فوتبال اهل شیلی بود.
از باشگاه‌هایی که در آن بازی کرده‌است می‌توان به باشگاه فوتبال کولو-کولو اشاره کرد.
وی همچنین در تیم ملی فوتبال شیلی بازی کرده‌است.